# (4371) Fyodorov
(4371) Fyodorov ist ein Hauptgürtelasteroid, der am 10. April 1983 von Nikolai Stepanowitsch Tschernych vom Krim-Observatorium aus entdeckt wurde.
Der Asteroid wurde nach dem russischen Augenarzt Swjatoslaw Nikolajewitsch Fjodorow benannt.